# Soudal Classics 2013-2014
De Soudal Classics 2013-2014 is het 5e seizoen van een serie overkoepelende wedstrijden in het veldrijden. In de Soudal Classics worden er geen punten gegeven, noch is er een algemeen klassement of algehele eindwinnaar. 

## Erelijst

### Mannen
| Datum      | Wedstrijd                      | Cat. | Eerste         | Tweede               | Derde             |
| ---------- | ------------------------------ | ---- | -------------- | -------------------- | ----------------- |
| 28/09/2013 | Grote Prijs Neerpelt, Neerpelt | C2   | Niels Albert   | Sven Nys             | Philipp Walsleben |
| 11/11/2013 | Jaarmarktcross Niel, Niel      | C2   | Sven Nys       | Wout van Aert        | Rob Peeters       |
| 07/12/2013 | Scheldecross, Antwerpen        | C1   | Niels Albert   | Mathieu van der Poel | Philipp Walsleben |
| 22/12/2013 | Citadelcross, Namen            | CDM  | Francis Mourey | Klaas Vantornout     | Niels Albert      |
| 19/01/2014 | Cyclocross Leuven, Leuven      | C1   | Sven Nys       | Kevin Pauwels        | Tom Meeusen       |

### Vrouwen
| Datum      | Wedstrijd                      | Cat. | Eerste        | Tweede          | Derde            |
| ---------- | ------------------------------ | ---- | ------------- | --------------- | ---------------- |
| 28/09/2013 | Grote Prijs Neerpelt, Neerpelt | C2   | Sanne Cant    | Sophie de Boer  | Pavla Havlikova  |
| 11/11/2013 | Jaarmarktcross Niel, Niel      | C2   | Sanne Cant    | Nikki Brammeier | Sabrina Sultiens |
| 07/12/2013 | Scheldecross, Antwerpen        | C1   | Katie Compton | Sanne Cant      | Nikki Harris     |
| 22/12/2013 | Citadelcross, Namen            | CDM  | Katie Compton | Marianne Vos    | Nikki Harris     |
| 19/01/2014 | Cyclocross Leuven, Leuven      | C1   | Marianne Vos  | Sanne Cant      | Nikki Harris     |

Kampioenschappen:  Wereldkampioenschappen · 
 Europese kampioenschappen · 
 Belgische kampioenschappen · 
 Nederlandse kampioenschappen
Klassementen:  Wereldbeker · 
 Superprestige · 
 Bpost bank trofee ·
 TOI TOI Cup ·
 Challenge national
Overig:  Soudal Classics
2009-2010 · 
2010-2011 · 
2011-2012 · 
2012-2013 · 
2013-2014 · 
2014-2015 · 
2015-2016 · 
2016-2017 · 
2017-2018 ·
2018-2019 · 
2019-2020